# White dune

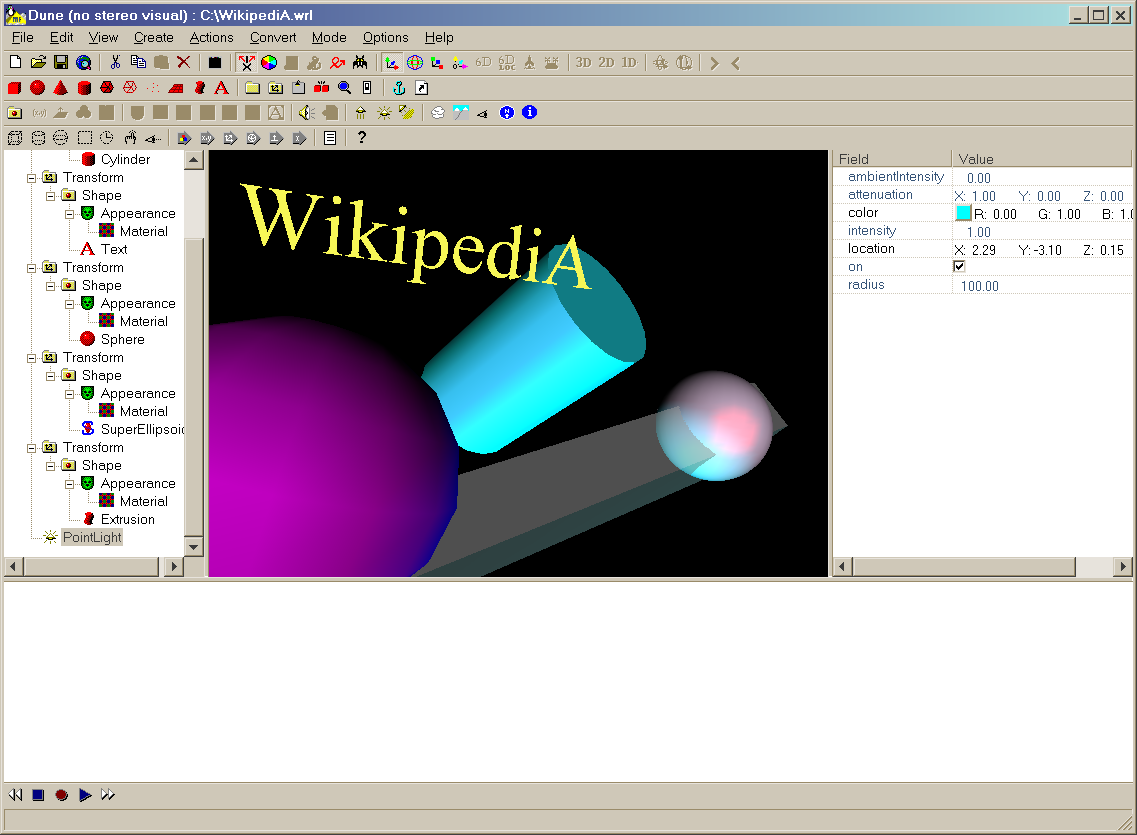
Screendump van white_dune

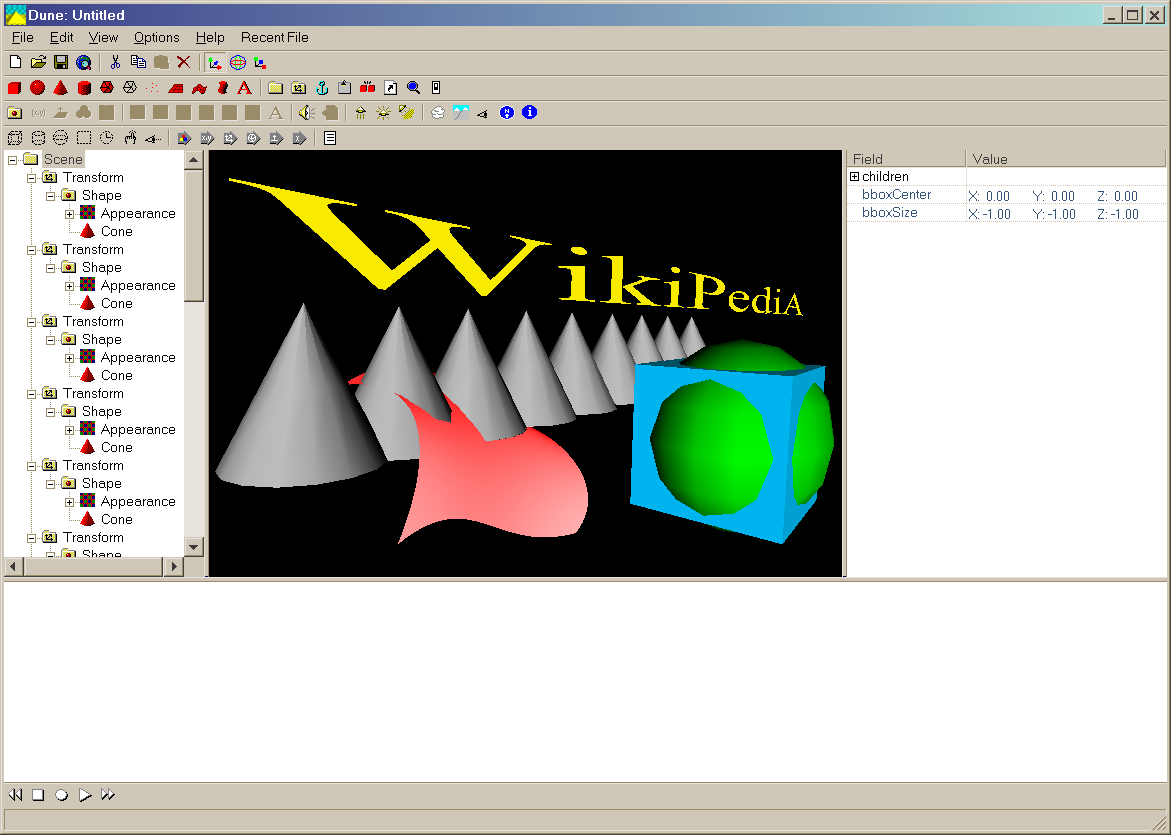
Screenshot van Dune

white_dune is een opensourceprogramma voor het maken van 3D-computervoorwerpen en -animaties.
Het programma is alleen bedoeld voor het maken van VRML-scènes. Het programma is de opvolger van Dune, dat in 2000 werd stopgezet. Stephen F. White breidde Dune uit en noemde het 'white_dune'.